# Hilda Dianda
Hilda Dianda (Córdoba, Argentina, 13 de abril de 1925) es una compositora argentina.
Estudió en Buenos Aires con Honorio Siccardi y en Europa con Gianfrancesco Malipiero y Hermann Scherchen. En 1958 se trasladó a Francia y se puso en contacto con el "Grupo de Investigaciones musicales", dirigido por Pierre Schaeffer. Fue invitada por la RAI para trabajar en el Estudio de Fonología, donde realizó diversas experiencias e investigaciones en el campo de la música electrónica.
Desde 1960 hasta 1962 participó, como becaria, en los Cursos Internacionales de Nueva Música, en Darmstadt, Alemania. En 1964 recibió un homenaje del gobierno de Italia con la "Medalla al Mérito Cultural", en honor a sus actividades artísticas y profesionales. En 1966 el "San Fernando Valley State College de Northridge California" (Estados Unidos) la invitó a trabajar en su laboratorio de música electrónica. Desde 1967 hasta 1971 fue profesora en la "Escuela de Artes" de la Universidad Nacional de Córdoba, Argentina. 
Varias obras de Hilda Dianda han sido incorporadas a los programas de diversas universidades e instituciones musicales de Europa y Norteamérica, como exponentes actuales de la creación musical. Como musicóloga se ha dedicado principalmente a la música contemporánea, y ha colaborado en radios y diversas publicaciones de la Argentina y del exterior, así como en seminarios, cursos y conferencias. En 1980, en reconocimiento de su trayectoria, el gobierno de Francia la nombra "Caballero de la Orden de las Palmas Académicas". 

## Filmografía
Banda musical
- El despertar del sexo (1970) dirigida por Jorge Darnell